# Chiesa di Sant'Andrea (Campi)
La chiesa di Sant'Andrea è una chiesa parrocchiale che si trova a Campi, un castello di pendio sorto nel 1288 lungo un'antica strada che collegava Norcia con Visso. 
È stata gravemente danneggiata dal terremoto dell'ottobre 2016 che ha distrutto la facciata, il portico rinascimentale, dal quale si poteva ammirare la vasta valle Campiana incorniciata dai monti Sibillini, e ha sventrato l'interno fino all'altezza del primo pilastro centrale. Era addossata alla porta cittadina trecentesca meridionale, che è completamente crollata. Con essa formava un unico complesso.

## Storia
L'edificio trecentesco fu costruito a spese dell'Universitas Campli Castri che ne mantenne il diritto di patronato. Dipese dall'abbazia di Sant'Eutizio fino al 1493 quando, dopo svariate controversie, ottenne il titolo plebale trasferito dalla pieve eutiziana di Santa Maria, con la prerogativa della parrocchialità; la Comunanza di Campi ne nominava direttamente il parroco, che veniva poi confermato dal vescovo. 
La chiesa era ad una sola navata ma per far fronte all'aumento della popolazione, venne ampliata con l'aggiunta di una seconda aula sulla destra. 

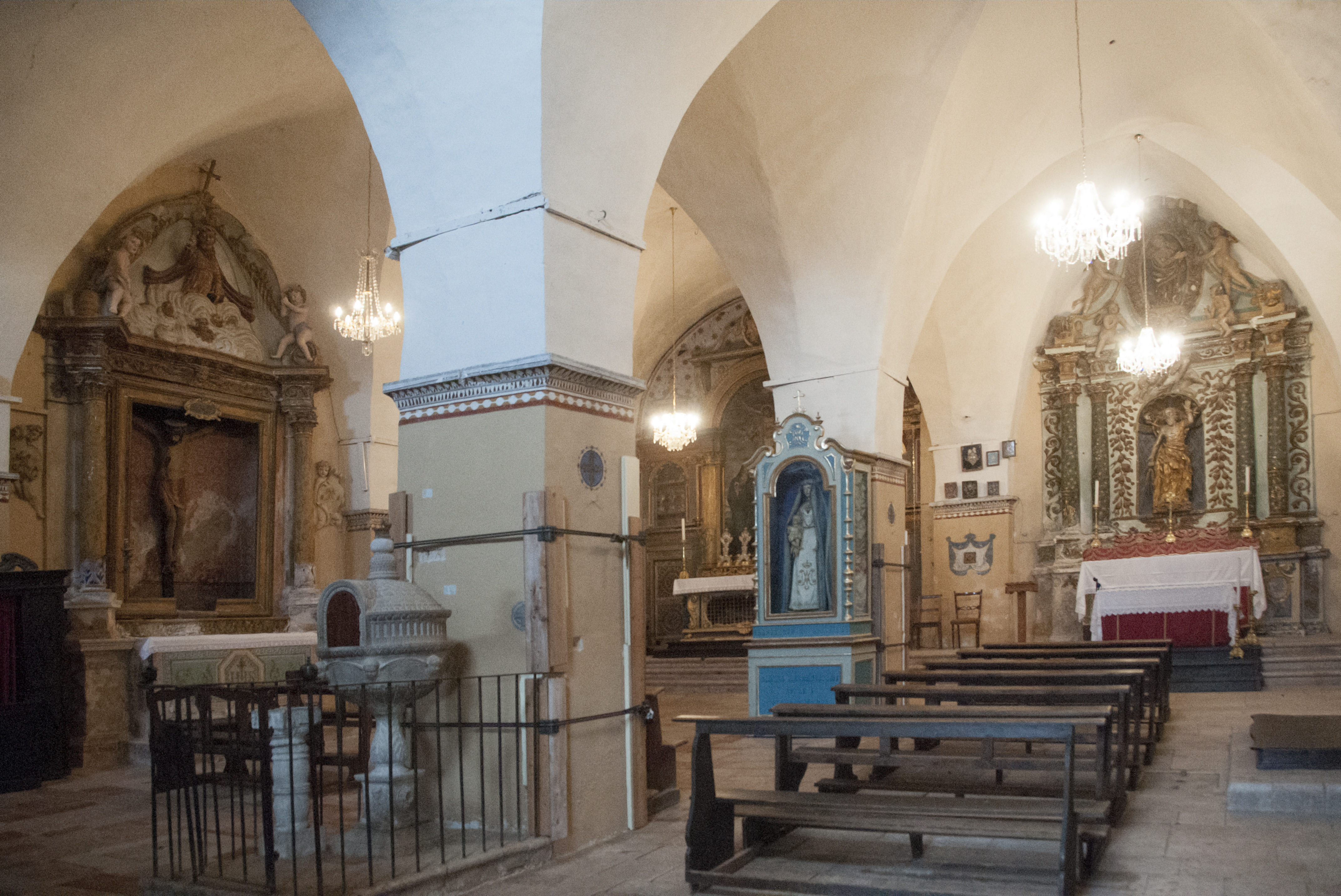
Interno

Il vescovo Carlo Giaginto Lascaris nel diario della sua Sacra visita del 1712 all'interno trovò e descrisse sei altari: del SS. Crocifisso, Sant'Andrea, San Carlo, SS. Rosario, Sant'Antonio di Padova, SS. Salvatore.
All'interno, fino alla fine degli anni sessanta, vi erano custodite tre preziose opere: 
- una Croce del 1241 o 1242 dipinta da Petrus pictor spoletino[4], proveniente da chiese vicine: era stata per diversi anni nell'antica chiesa di San Biagio (oggi diruta) e poi nella chiesa di Sant'Antonio dove nel 1927 venne scoperta e fatta oggetto di vari studi per la sua importanza artistica[5][6];
- un polittico di Giovanni Sparapane, della seconda metà del XV secolo, precedentemente collocato nella chiesa della Madonna di Piazza, con le immagini dei santi Giovanni Battista, Pietro, Andrea, Benedetto e nello scomparto centrale, dapprima vuoto, una statua della Madonna col Bambino in cartapesta[7];
- Una statua in legno di Sant'Andrea apostolo seduto (alto m. 1,40), con la mano destra alzata per benedire e nell'altra il modello di Campi[8]. Venne poi spostata nella chiesa di San Salvatore[9].

Negli anni settanta, per maggiore precauzione, furono trasferite presso la casa del parroco e successivamente al museo Diocesano di Spoleto dove si trovano tuttora.

## Descrizione (prima del sisma)

### Portico e facciata
Nel XVI secolo venne arricchita da uno scenografico portico pensile a pianta triangolare. Era delimitato da un colonnato a cinque arcate e vi si aprivano due portali: quello di sinistra più elegante, apparteneva alla costruzione originaria; nell'arco a sesto acuto c'era scolpito l’agnello crucigero dell'ordine di San Benedetto; le due colonnine laterali sostenevano sopra i capitelli due leoni scolpiti. Sulle ante lignee era inciso l'anno 1570. L'altro portale, ad arco a tutto sesto, era più semplice, privo di ornamenti.

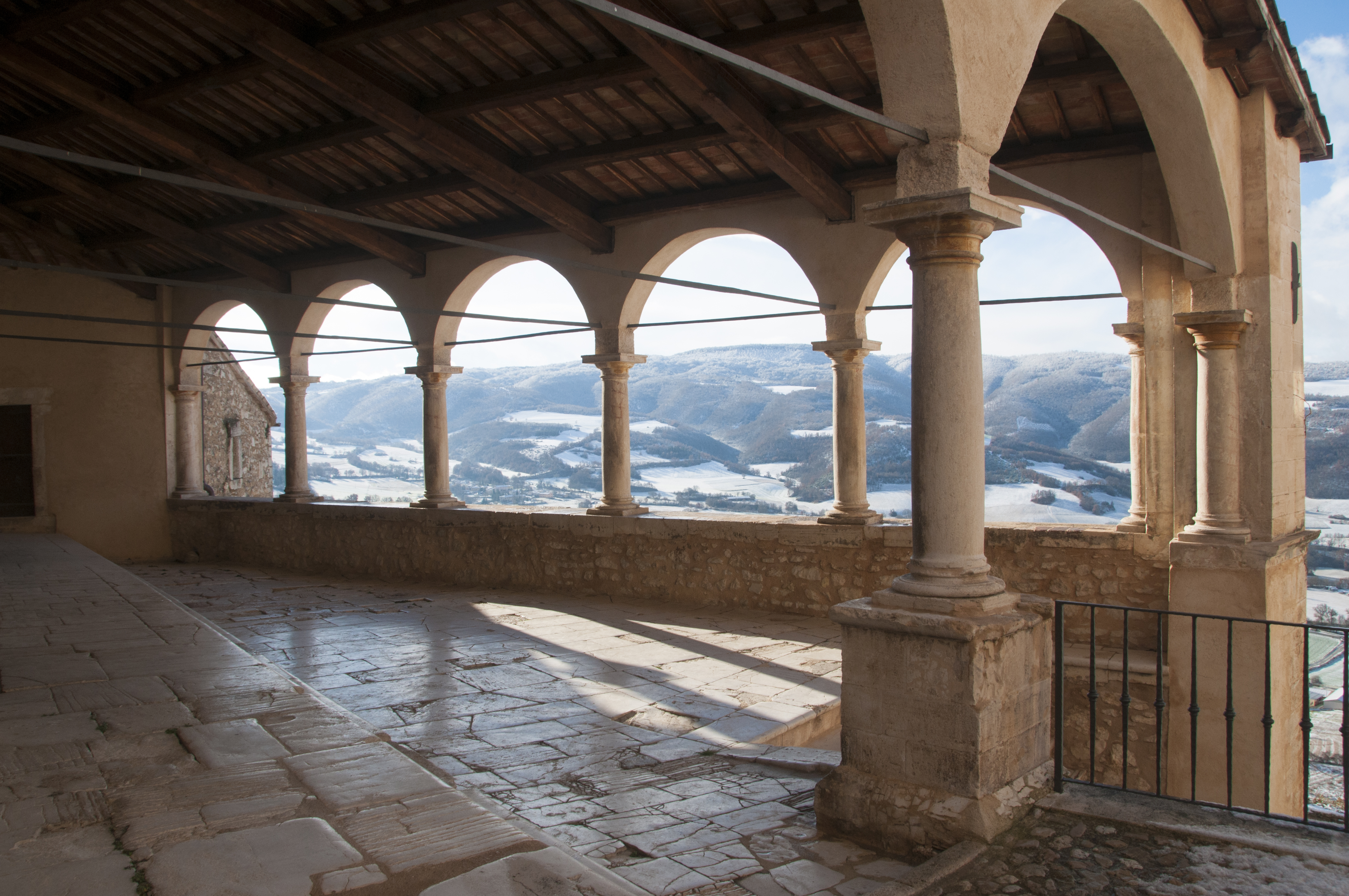
Il portico

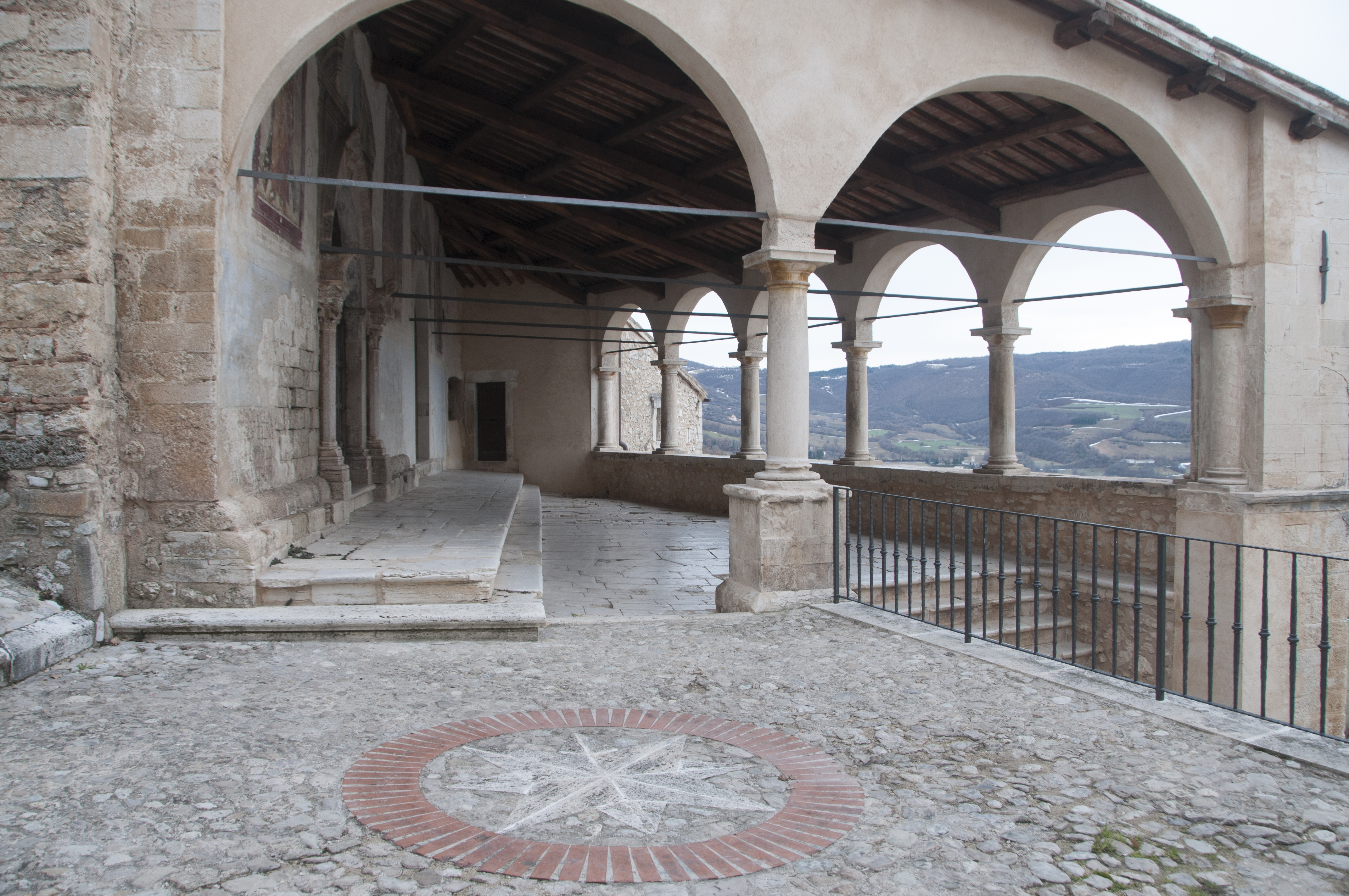
Il portico

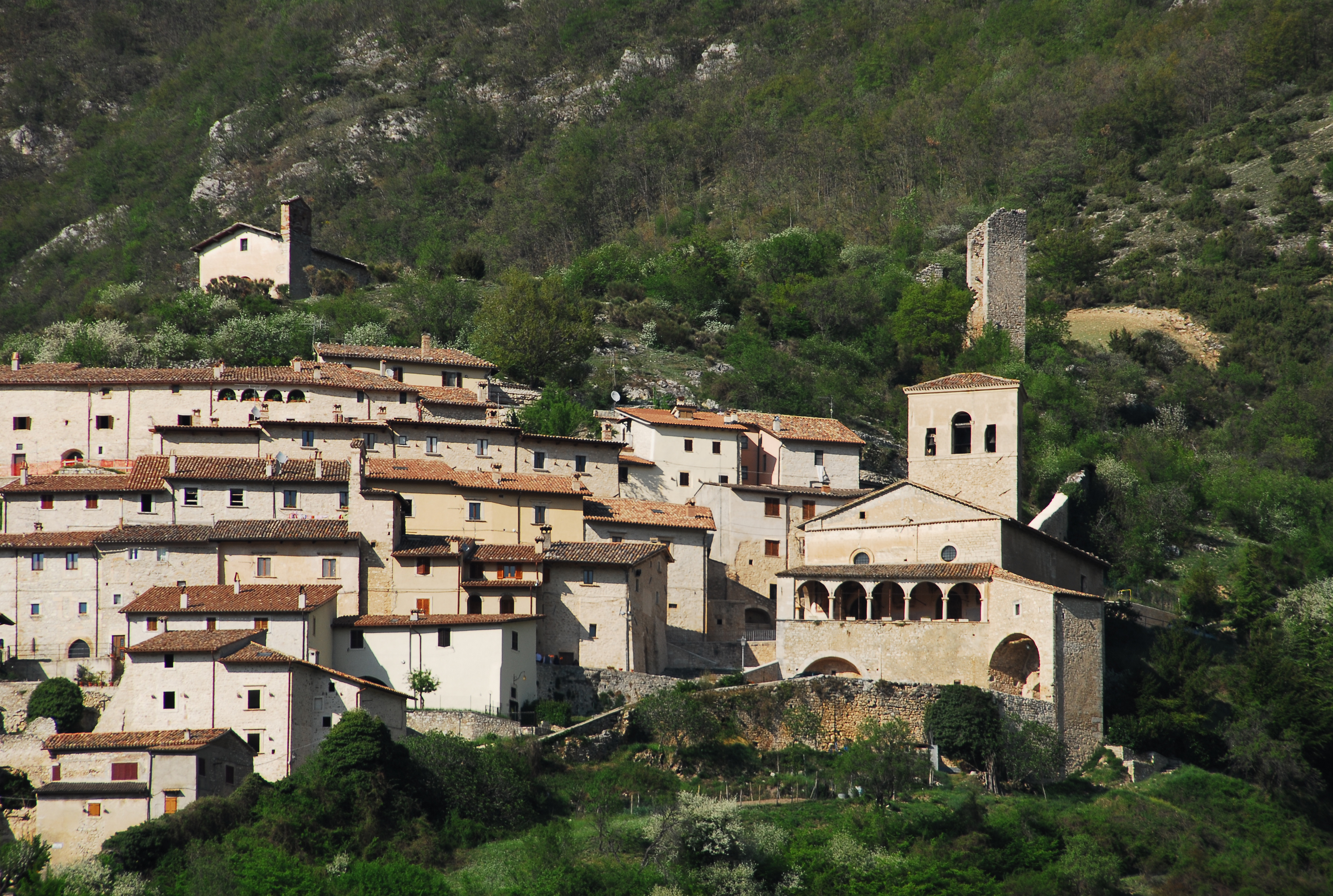
Esterno. In alto si scorge la piccola chiesa di Santa Maria delle Grazie

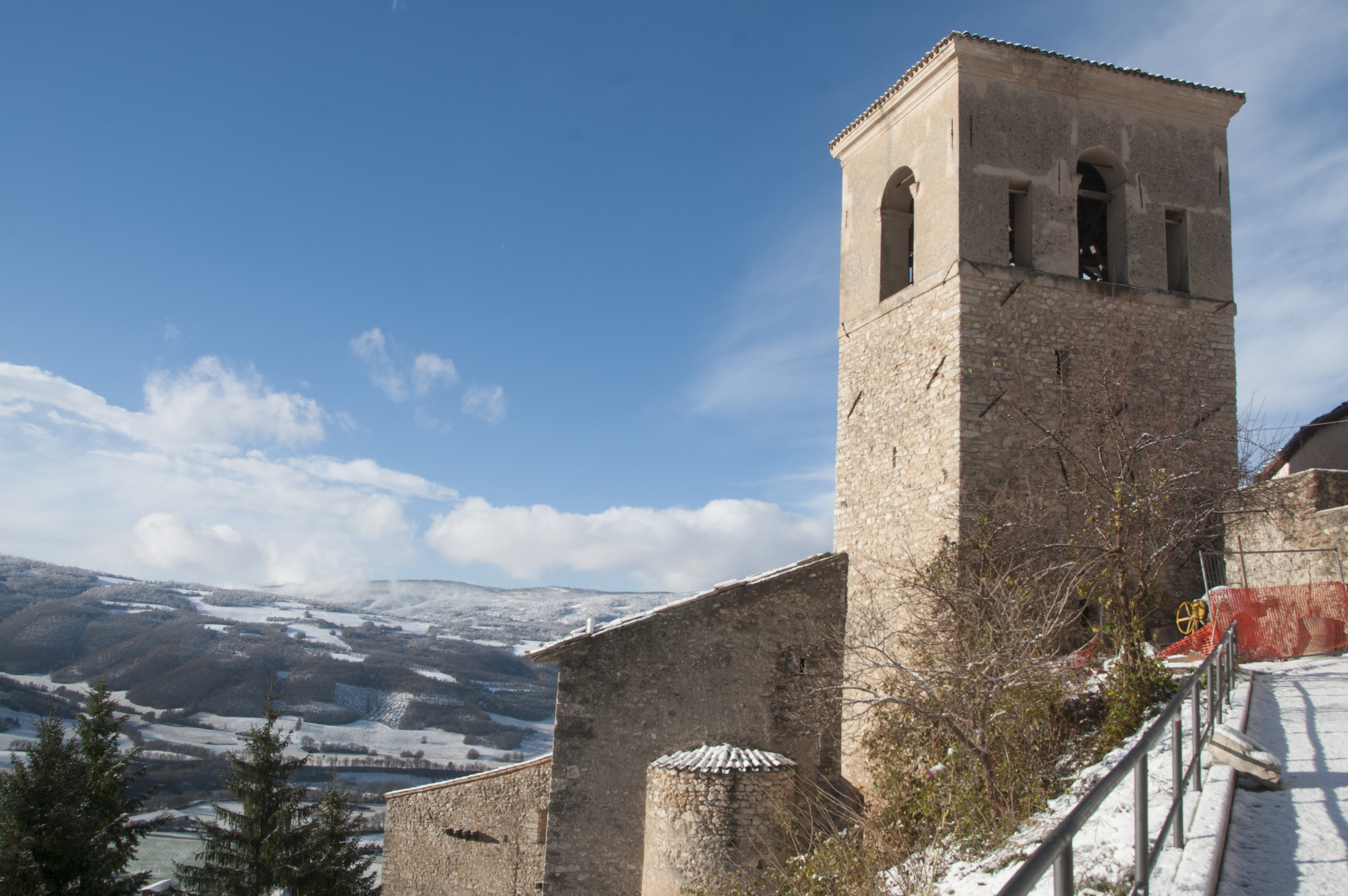
Campanile

Sotto il tetto del portico, c'erano tracce malandate di alcuni affreschi che facevano parte della più antica decorazione della chiesa. 
Quello sulla sinistra raffigurava Sant'Andrea vegliardo mentre sorregge la rocca di cui è patrono, come a difenderla da guerre, epidemie, incendi e terremoti; sotto un'epigrafe funeraria montata a rovescio proveniente dal mausoleo della gens Entedia (I secolo a.C.), riutilizzata come blocco di pietra nel trecento da lavoratori che non sapevano leggere; la scritta latina tradotta diceva: "Nostro protettore, ti preghiamo d’impetrarci il perdono: ecco, noi tutti ti offriamo i nostri cuori ricolmi di gratitudine". L'affresco centrale rappresentava un Crocifisso, in basso sullo sfondo il Castello di Campi; sulla destra del secondo portale era dipinto San Luca.
Il portico era stato restaurato nel marzo 2009.
La facciata in alto proseguiva con due rosoni simmetrici, coevi alle rispettive navate, e un tetto a capanna. In basso, alla base della loggia pensile, venne ricavata una monumentale fontana entro un arcone a tutto sesto. Dietro, nella zona absidale, si erge ancora la possente torre campanaria con quattro fornici, uno per lato, e tre campane.

### L'interno
Era a due navate, con volte a vela sorrette da due massicci pilastri; il pavimento era lastricato a schiazze, pietre locali rettangolari di varia misura e di diverse tonalità di colore. L'altare maggiore della navata di sinistra era ornato da una grande Crocifissione su tela, inserita in una mostra lignea, inquadrata da due porticine laterali dipinte, sovrastate da due lipsanoteche; tale finta parete molto decorata e intagliata, datata 1596, separava l'altare dall'abside, da tempo utilizzata come sagrestia. 
Sulla parete attigua si trovava un pulpito ligneo cinquecentesco intagliato e intarsiato, della scuola dei Seneca di Piedivalle, maestri lignari di Piedivalle. Di seguito l'altare del Crocifisso, con statua lignea del XVI secolo.
Ancora a sinistra, in prossimità dell'uscita, c'era un altare dedicato a San Carlo Borromeo fatto costruire nel 1584 da Giuseppe Traversini; nella nicchia vi erano raffigurati anche Benedetto da Norcia, nella cui regola militavano i monaci di Eutizio e i loro successori, esperti nell'arte chirurgica; San Nicola di Bari, protettore dei poveri, Santa Lucia, protettrice della vista e Santa Barbara, guardiana del fuoco celeste e delle tempeste. In alto la SS. Trinità. 
Addossata al pilastro centrale c'era una teca contenente l'immagine in cera dell'Addolorata in gramaglie, con la spada nel cuore e in mano un fazzoletto di pizzo per asciugare il pianto. 
Nella parete fra i due portali c'erano l'organo del 1787, costruito da Venanzo Fedeli, e la cantoria. Sotto si trovava un'acquasantiera ovale rinascimentale e di fronte, all'interno di una cancellata, un fonte battesimale del XVI secolo, un tempo chiuso da un coperchio in pietra lavorato a squame, già da tempo trafugato.
Sulla parete di destra, si trovava un altare secentesco dedicato a Sant'Antonio da Padova ornato da colonne tortili in legno; a seguire l'altare dedicato alla Madonna del Rosario che aveva permesso la vittoria a Lepanto della flotta cristiana, evento rappresentato in un dipinto di Bartolomeo Carducci datato 1576. Nello scenografico altare maggiore della navata destra la statua di Sant'Andrea con in mano i pesci pescati nel lago di Tiberiade.

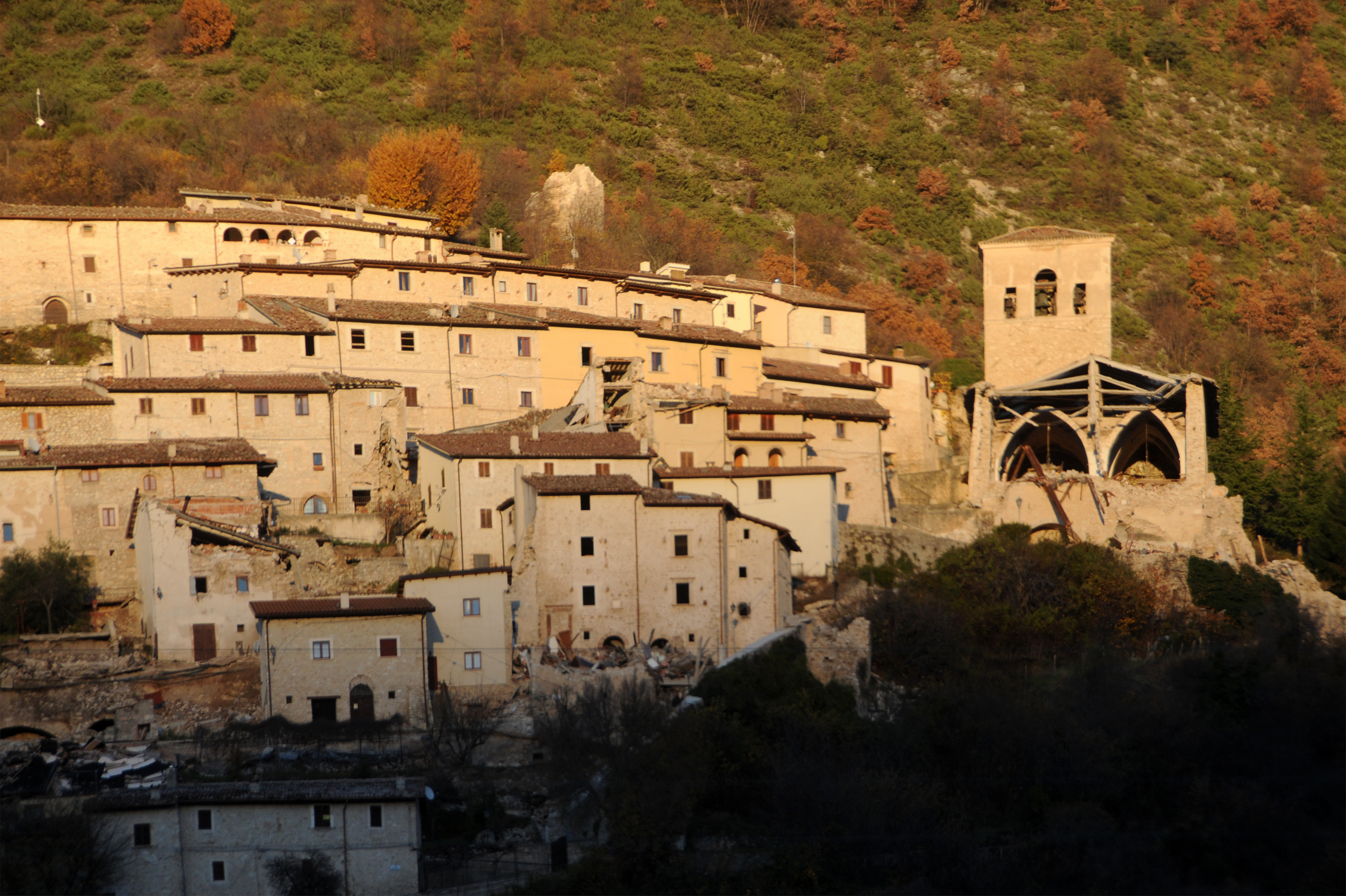
Dopo il sisma 2016

## Dopo il sisma
Il crollo della facciata e del portico ha mandato in frantumi l'organo, la cantoria, il fonte battesimale e gli altari più vicini ai portali. Il tetto è crollato per circa metà della superficie.
La porzione di edificio ancora in piedi è addossata al campanile che, a parte alcune crepe, sembrerebbe poco danneggiato.
I dipinti, le sculture, i corredi liturgici e tutti gli oggetti mobili con interesse culturale sono attualmente ricoverati presso il Deposito di Santo Chiodo di Spoleto dove il Mibact provvede alla messa in sicurezza, vigilanza, schedatura e studio, in attesa del ripristino dell'edificio di culto.